# بحيرة صباح المجد

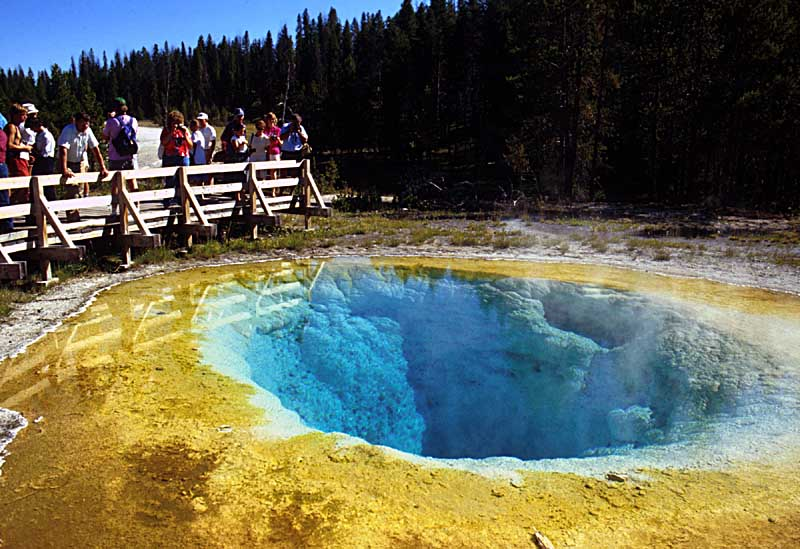
Morning Glory Pool في متنزه يلوستون الوطني.

بحيرة صباح المجد هي عباره عن ينبوع حار وموجوده في متنزه يلوستون في الولايات المتحدة. توجد البحيرة كواحدة من بحيرات يلوستون وتتميز بلون ازرق جميل تحيطه حافة أرضية صفراء. يذهب إليها السياح للاستمتاع بمظهرها. وأحيانا يندفع منها لينبوع حار من ماء ساخن يضرب نحو السماء.

## تاريخ البحيرة
تم تسميه البحيرة من قبل السيّدة مكجوان E. N. McGowan ، زوجة مساعد مدير المتنزه تشرلز مكجوان Charles McGowan. وسميت البحيرة بدايةً باسم كونفولاتس "Convolutus" وهو الاسم اللاتيني لزهرة صباح المجد، وكان ذلك في عام 1883.
لكن بحلول عام 1889 أصبح اسم بحيرة صباح المجد الأكثر رواجاً. وفي الكثير من الكتيبات الإرشادية تم ذكرها باسم بحيرة صباح المجد.

## التركيب
اللون المتميز للبحيرة أزرق ناصع يعود لتواجد نوع من البكتيريا فيها.
في بعض الأحيان تندفع المياه الساخنة من البحيرة كنبع ماء حار أو سخان؛ ويحدث ذلك عادةً بعد حدوث زلزال أو غيرها من النشاطات الزلزالية القريبة منها. منطقة البحيرة ومنطقة يلوستون كلها تقع فوق بركان هائل يعد أحد المناطق الركانية العظيمة على سطح الأرض. تحت تلك المنطقة يوجد نشاط لخازنات ماجما هائلة تعمل على تسخين الماء الجوفي فيرتفع في صورة سخان.

## أعمال التخريب للبحيرة
تعرضت العديد من مداخل البحيرة للانسداد بسبب أجسام ألقيت من قبل السياح وأدت بالنتيجة لتقليل كمية الماء الحار المزوّد للبحيرة مما أدى إلى تغير المظهر العام لها.
قام المسؤولون عن المتنزه بعدة محاولات للتخلص من هذه الأجسام عن طريق عمل انفجارات صناعية، وكان هناك تباين بنتائج هذه المحاولات.
كما قام مسؤولو الخدمات بالمتنزه بوضع لافتة تفسيرية بالقرب من البحيرة توضح الضرر الناتج عن هذه الممارسات، وأشاروا إلى أن الاستمرار فيها سيحولها من بحيرة صباح المجد إلى بحيرة تلاشي المجد.

## معرض الصور
- Jack Ellis Haynes, 1916
- 1966
- 1970
- 2005
- 2007

## اقرأ أيضا
- متنزه يلوستون الوطني

## وصلات خارجية
- مقطع فيديو عن بحيرة صباح المجد
  - http://www.youtube.com/watch?v=bSo2gU5QQWM&feature=related